# 2024년 서자와주 지진
2024년 서자와주 지진은 2024년 9월 18일 오전 9시 41분 6초(현지 시각 기준) 인도네시아 서자와주 반둥현, 반자르에서 동남동쪽에서 15 km 떨어진 곳에서 발생한 모멘트 규모 Mw5.1의 지진이다.

## 지질학적 환경

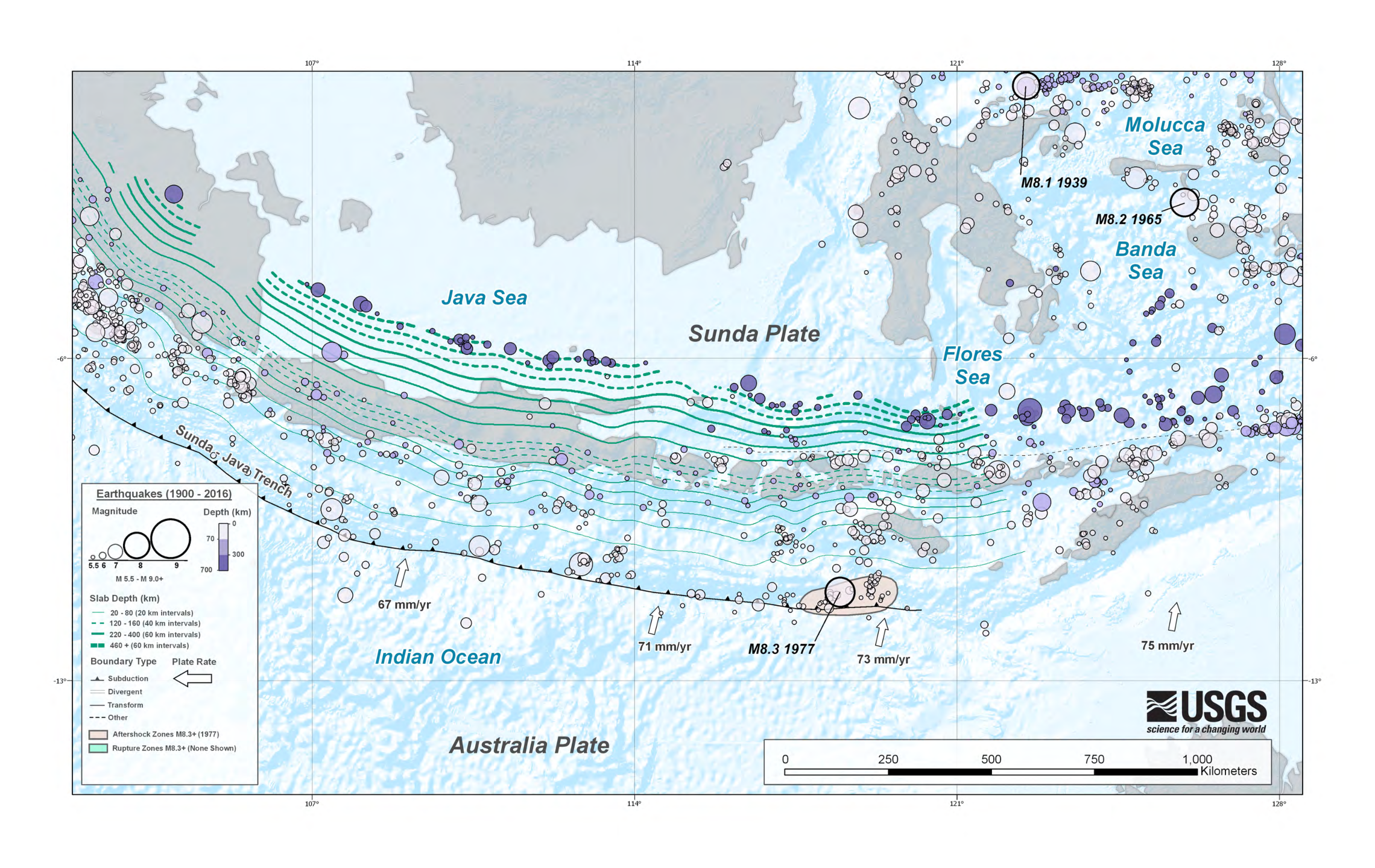
자와섬 주변의 지질학적 구조를 그린 지도

자와섬은 북쪽의 순다판과 남쪽의 오스트레일리아판이 서로 부딪히는 수렴 경계 위에 있다. 두 판의 경계인 순다 해구에서 오스트레일리아판이 북쪽으로 이동하며 순다판 아래로 섭입한다. 이 섭입대에서는 최대 규모 M8.7의 지진이 발생할 수 있으며 오스트레일리아판이 자와섬 해안 아래로 내려가면서 암석권 안에서 더 깊은 깊이의 지진인 슬래브 내부 지진도 일으킬 수 있다. 순다 섭입대는 1994년과 2006년 두 차례 파괴적인 지진과 쓰나미를 일으켰다. 2009년에는 슬래브 내부 지진이 일어나 여러 피해가 발생했다.
자와섬 인근 수마트라섬의 판 경계를 가로지르는 매우 비스듬한 수렴 경계와 비교한다면 자와섬에서는 거의 수직에 가깝다. 하지만 여기서도 작은 좌수향 주향이동 요소가 위에 있는 순다판에 있다. 시만디리 단층이 주향이동성 이동의 원인으로 추정된다. 형태학적 분석과 함께 이루어진 현장 조사에 따르면 시만디리 단층은 비교적 넓은 단층과 습곡대 영역으로 총 6개의 단층분절(세그먼트)이 확인되었다. 단층대에서 주로 오래된 부분은 주로 좌수향 주향이동단층의 이동을 보이는 반면, 젊은 부분은 역단층과 좌수향 이동이 혼합된 사교성 단층의 특성을 보인다.

### 단층 지질
인도네시아 국가재난대응청(BNPB)에 따르면 이번 지진은 가르셀라 단층과 렘방 단층 인근에서 발생했다고 밝혔다. 두 단층 모두 이번 지진을 촉발하진 않았으며 대신 이전에 알려지지 않은 단층을 따라서 파열이 일어났다. 2022년 시안주르에서 발생한 지진에서도 또 다른 미지의 단층에서 지진이 발생해 600명의 사상자가 발생했다.

## 영향과 피해
이번 지진으로 2명이 사망하고 159명이 부상을 입었다. 사망자 두명 모두 어린이로 한 명은 떨어지는 파편에 맞아 부상을 입었으며, 다른 한 명은 지진으로 발작이 일어나 사망했다. 또한 지진으로 이재민 710명이 대피소로 긴급 대피했다. 반둥현에서는 주택 최소 784채가 붕괴되고 주택 5,379채와 기타 건물 226채가 파손되었다. 가루트현에서는 20명이 부상을 입고 주택 6채가 붕괴되었으며 건물 2,036채가 피해를 입었다. 서반둥현에서는 주택 1채가 붕괴되었고 2채가 피해를 입었으며, 치마히에서는 학교 1채가 파손되었으며 푸르와카르타현에서는 주택 1채가 붕괴되었고 보고르현에서는 주택 1채가 피해를 입었다.

## 같이 보기
- 2024년 지진
- 인도네시아의 지진 목록